# Стрвяж
Стрвяж (укр. Стривігор, пол. Strwiąż) — река в юго-восточной Польше и Западной Украине, левый приток реки Днестр.
Длина — 94 км, площадь бассейна — 926 км², из которых 193 км² в Польше. Ширина русла — от 10 до 20 м.
Берёт начало на высоте примерно 500 м в польских Низких Бескидах, в окрестностях города Устшики-Дольне. Течёт через Прикарпатье, по всему Самборскому району Львовской области и далее на северо-восток. В окрестностях Самбора впадает в Надднестрянскую котловину, возле села Остров в Стрвяж впадает самый большой приток — река Болозевка (длина 44 км). Затем Стрвяж поворачивает на юго-восток и в окрестностях села Долобов впадает в Днестр.
Стрвяж — несудоходная река, однако в период весенних паводков после многоснежных зим или сильных ливней, вместе со своими притоками сильно разливается. Имеет низкие берега и относительно широкую пойму с многочисленными озёрами.
Притоки Стрвяжа: правые — Млиновка, Ясеница, Либуковка, Рудовка, Иаксымка, Яруга, Дубровка; левые — Болозевка, Струг, Стрвёнж, Глуха, Лодынка, Лодына, Стебник, Рудовка.
В долине Стрвяжа в Скеливке (пол. Фельштын) находятся средневековая крепость и костёл Гербуртов.
Во время Первой мировой войны в этих местах побывал известный чешский писатель Ярослав Гашек, что нашло своё отражение в его произведении «Похождения бравого солдата Швейка».
Сейчас в долине реки Стрвяж проходит туристический маршрут «Дорогами бравого солдата Швейка».

## Этимология
В основе названия реки Стрвяж положен корень Стр, который образует большой комплекс общих слов, названий рек и поселений. И. Свенцицкий утверждает, что оно значит «текучая вода», В. Петров — «вода». К родственным словам с этой основой принадлежат струя, стрела, остров, быстрина, стрежень, стремительный, быстрый, стремнина, а также Стрибог. Сам же корень стр, как принято считать, происходит от индоевропейского ср (еу), которое имеет такие значения как течь, струя.
Исследователи днестровской гидронимии выделяют целую группу родственных названий рек с характерными соединениями звуков Стр, а именно: Стрый, Стрина, Стрвяж с многочисленными вариантами (Стривигор, Стрвяч, Стривець, Струга, Стронавка, Стривники, Стронна, Стриня).